# ماتیا کاسانی
ماتیا کاسانی (به ایتالیایی: Mattia Cassani) بازیکن فوتبال و مدافع اهل ایتالیا است که از سال ۲۰۰۹ میلادی عضو تیم ملی فوتبال ایتالیا بوده و در ۱۱ بازی ملی حضور داشته‌است. او در بازی‌های ملی‌اش گلی به ثمر نرساند.
ماتیا کاسانی آخرین بازی ملی خود را در سال ۲۰۱۲ میلادی انجام داد.